# Jaime Herbas
Jaime Herbas Reyes (25 września 1941) – piłkarz boliwijski, pomocnik. Jego starszy brat, Jesús Herbas, także był reprezentantem kraju.
Jako piłkarz Club Jorge Wilstermann wziął udział w turnieju Copa América 1963, gdzie Boliwia zdobyła tytuł mistrza Ameryki Południowej. Herbas zagrał tylko z Argentyną, gdzie podczas meczu zmienił Máximo Ramíreza.
W następnym roku razem z Máximo Alcócerem przeszedł do aktualnego mistrza Boliwii, klubu Club Aurora. Razem z klubem Aurora wziął udział w turnieju Copa Libertadores 1964, gdzie Aurora zajęła w grupie ostatnie, trzecie miejsce i odpadła z turnieju. Herbas zdobył dla swej drużyny jedną z dwóch bramek (drugą uzyskał Máximo Alcócer) dających remis w spotkaniu z paragwajskim klubem Cerro Porteño.
Następnie wziął udział w turnieju Copa América 1967, gdzie Boliwia zajęła ostatnie, szóste miejsce. Herbas zagrał we wszystkich pięciu meczach – z Urugwajem, Argentyną, Paragwajem, Wenezuelą i Chile.